# Harry Potter et le Prince de sang-mêlé
Cet article concerne le livre. Pour l'article sur le film, voir Harry Potter et le Prince de sang-mêlé. Pour l'article sur le jeu vidéo, voir Harry Potter et le Prince de sang-mêlé.
Harry Potter et le Prince de sang-mêlé (Harry Potter and the Half-Blood Prince) est le sixième roman de la série littéraire centrée sur le personnage de Harry Potter créé par J. K. Rowling. La version anglaise est sortie simultanément, le 16 juillet 2005, à minuit, dans un grand nombre de pays anglophones. La version française est sortie le 1er octobre 2005, à minuit. Il s'en est vendu 800 000 exemplaires dans les 24 heures qui ont suivi sa mise en vente, un record historique.
Harry passe en sixième année à l'école de sorcellerie Poudlard (Hogwarts, en anglais). Il entre alors en possession d'un livre de potion portant le mot « propriété du Prince de sang-mêlé » et commence à en savoir plus sur le sombre passé de Voldemort qui était encore connu sous le nom de Tom Jedusor.

## Résumé

### Pendant les vacances d'été
Rufus Scrimgeour a remplacé Cornelius Fudge au poste de Ministre de la Magie.
Severus Rogue fait le serment Inviolable envers Narcissa Malefoy : ce serment engage Rogue à aider Drago Malefoy (le fils de Narcissa) à accomplir la mission que Voldemort lui a confiée.
Harry est en vacances chez les Dursley depuis peu lorsque Dumbledore vient le chercher pour l'emmener passer le reste de ses vacances chez les Weasley. En chemin, Dumbledore et Harry rendent visite à Horace Slughorn, un ancien professeur de potions et directeur de la maison de Serpentard. Dumbledore lui demande de reprendre son poste d'enseignant à Poudlard. Slughorn accepte la proposition.
Lors de courses au Chemin de Traverse, Harry, Ron et Hermione surprennent Drago Malefoy dans l'allée des Embrumes, allée entièrement consacrée à la magie noire. Harry pense que Drago est devenu un Mangemort.

### Rentrée à Poudlard
À Poudlard, les élèves découvrent que Slughorn est le nouveau professeur pour les cours de Potions. Rogue, quant à lui, obtient le poste de professeur de défense contre les forces du mal. En cours de potions, Harry récupère le vieux livre du « Prince de sang-mêlé ». Les annotations du prince lui permettent de devenir le premier de sa classe en potions et l'élève préféré de Slughorn. Des annotations du livre suggèrent que le « Prince » a inventé des sortilèges, comme le « Levicorpus ». L'identité du Prince est inconnue et Harry en vient à penser que le « Prince » pourrait être son père, James Potter, même s'il est sang pur.

### La pensine et les horcruxes
Harry rejoint régulièrement Dumbledore et plonge avec lui dans la Pensine. Dumbledore lui montre plusieurs souvenirs ; certains d'entre eux sont des souvenirs de Dumbledore lui-même, tandis que d'autres sont des souvenirs appartenant à d'autres personnages, Dumbledore ayant réussi à obtenir ces souvenirs par divers moyens. Ces souvenirs sont directement liés au passé de Voldemort.
Harry découvre notamment un souvenir de Dumbledore qui concerne l'enfance de Voldemort. Ce dernier, alors connu sous le nom de Tom Jedusor, était un enfant orphelin. Il ignorait qu'il était un sorcier jusqu'au jour où Dumbledore (alors professeur à Poudlard) est venu le chercher dans son orphelinat pour lui apprendre qu'une place l'attendait à Poudlard.
Alors que Tom Jedusor était élève à Poudlard, il participait au club de Slughorn. Un soir, Tom Jedusor demande alors à Slughorn ce que sont les horcruxes. Le professeur lui répond qu'il ne sait rien des horcruxes, et interdit à l'élève de prononcer à nouveau le mot horcruxe. Dumbledore pense que ce souvenir est en réalité faux : il pense que Slughorn a volontairement modifié ce souvenir, afin que personne ne découvre la conversation qu'il a eue avec Tom Jedusor ce soir là. Dumbledore demande alors à Harry de convaincre Slughorn de livrer son vrai souvenir.
Grâce à la potion de Félix Félicis ou chance liquide, Harry parvient à récupérer le vrai souvenir de Slughorn concernant les horcruxes. Ce souvenir révèle que Slughorn a expliqué à Tom que les horcruxes étaient une forme de magie très noire. Un horcruxe est un objet (ou créature) dans lequel on peut cacher une partie de son âme, afin de ne pas mourir : si on est tué, on peut continuer à vivre tant que l'horcruxe est intact. Slughorn révèle également qu'il est nécessaire de tuer quelqu'un pour pouvoir créer un horcruxe.
Dumbledore dit à Harry qu'il pense que Voldemort, sur sa volonté initiale de créer sept horcruxes, est parvenu à n'en créer que six. Dumbledore en a découvert au moins deux, qui sont déjà détruits : le journal intime de Tom Jedusor détruit par Harry dans la Chambre des Secrets, et la bague des Gaunt que Dumbledore a détruite.

### Autres événements
Harry découvre ses sentiments pour Ginny, qui a déjà un petit ami à ce moment, Dean Thomas. Ginny se révèle être une excellente poursuiveuse et Harry, capitaine de l'équipe de Quidditch de Gryffondor, la recrute. Ron sort avec Lavande Brown. Ron se fâche aussi pendant un temps avec Hermione, blessée de la relation de Ron avec Lavande.
Harry constate que Malefoy agit bizarrement et le soupçonne de préparer quelque chose en rapport avec Voldemort. Lorsque Harry utilise la Carte du Maraudeur, il constate à plusieurs reprises l'inexplicable absence de Drago du château. Grâce à Dobby et Kreattur, il apprend finalement que Drago va régulièrement dans la Salle sur Demande, mais lui ne parvient pas à y entrer pour découvrir ce qu'il s'y passe.
Un jour, Harry trouve Malefoy en train de pleurer. Malefoy tente de jeter le sortilège Endoloris contre Harry, mais Harry se défend et lui jette un sortilège figurant dans le livre du Prince de sang-mêlé, Sectumsempra. Severus Rogue surprend Harry et lui donne des heures de retenues en punition. Harry va cacher le livre du Prince dans la Salle sur Demande afin que ce livre ne lui attire plus d'ennuis.
Ginny rompt avec Dean et après un match de Quidditch remporté par les Gryffondor, Harry et Ginny s'embrassent devant les autres élèves réunis pour fêter la victoire du match.

### Recherche d'un horcruxe dans une caverne
Dumbledore propose à Harry de l'accompagner pour partir à la recherche d'un horcruxe, dans une caverne où Tom Jedusor avait un jour emmené deux de ses camarades de son orphelinat. Sur place, Dumbledore et Harry découvrent le médaillon de Serpentard au fond d'un bassin contenant une potion. Afin de le récupérer, Dumbledore oblige Harry à lui faire boire la potion qui l'affaiblit considérablement. De plus, Harry et Dumbledore doivent affronter une meute d'Inferi. À leur retour à Poudlard, ils découvrent au-dessus de l'école la Marque des Ténèbres. Ils découvrent que l'école a été prise d'assaut par des Mangemorts. Drago Malefoy avait d'abord pour mission de faire entrer les Mangemorts dans Poudlard (il avait découvert une faille dans la protection du château, utilisait la Salle sur Demande à cet effet et empruntait l'armoire à disparaître de chez Barjow et Beurk). Il devait ensuite se débarrasser du directeur de l'école. Il tente alors de tuer Dumbledore, mais ne fait que le désarmer. Finalement, Severus Rogue tue Dumbledore sous les yeux impuissants de Harry, caché sous sa cape d'invisibilité et immobilisé par un sortilège que lui a jeté Dumbledore pour le protéger. C'est en s'enfuyant avec Drago Malefoy que Rogue révèle à Harry qu'il est le Prince de sang-mêlé.
Harry découvre que le médaillon rapporté par Dumbledore n'est qu'une réplique, déposée par le mystérieux R. A. B.. Après l'enterrement de Dumbledore, Harry prend la décision de ne pas revenir à Poudlard l'année suivante et de partir à la recherche des autres horcruxes. Il rompt avec Ginny, ne voulant pas la mettre en danger, mais est heureux de bénéficier du soutien de ses amis Hermione et Ron.

## Chronologie
- 1996[18] :
  - Au cours de l'été (dates précises inconnues) : Assassinats d'Amelia Bones et Emmeline Vance. Destruction d'un pont à Brockdale. Bellatrix Lestrange et Narcissa Malefoy rendent visite à Severus Rogue. Ce dernier accomplit le Serment inviolable pour jurer protection envers Drago Malefoy, le fils de Narcissa. Albus Dumbledore détruit la bague des Gaunt à l'aide de l'épée de Gryffondor et se blesse au bras, ce qui le condamne[a]. Les Mangemorts kidnappent Garrick Ollivander, le célèbre fabricant de baguettes, et est retenu captif au manoir des Malefoy[b]. De nombreux sorciers disparaissent dont le glacier du Chemin de Traverse, Florian Fortarôme[b].
  - 1er juillet :  Cornelius Fudge est remplacé par Rufus Scrimgeour au poste de ministre de la magie. Ils rendront visite le 4 au premier ministre moldu pour l'en informer ainsi que des autres événements majeurs.
  - 9 juillet : Harry Potter reçoit une lettre d'Albus Dumbledore.
  - 12 juillet : Le professeur Dumbledore arrive au domicile des Dursley. Il discute avec ces derniers et repart avec Harry. Ils rendent alors visite à Horace Slughorn qui accepte de reprendre son poste de professeur à Poudlard.
  - 13 juillet : Harry arrive au Terrier peu après minuit. Les résultats des B.U.S.E. de Harry, Ron Weasley et Hermione Granger arrivent dans la journée.
  - 31 juillet : 16e anniversaire de Harry.
  - 3 août : Deux jours après avoir reçu les listes des livres scolaires, Harry, Hermione et les Weasley se rendent sur le Chemin de Traverse. Chez Madame Guipure, Harry rencontre Drago et sa mère Narcissa Malefoy et les défie. Harry, Hermione, Ron, Ginny, Molly et Arthur Weasley visitent la boutique de Fred et George Weasley, Farces pour sorciers facétieux. Puis sous la cape d'invisibilité, Harry, Ron et Hermione suivent Drago jusque chez Barjow et Beurk où ils épient leur conservation. À cause de ce qu'ils ont entendu, Harry se demandera jusqu'au 31 août si Drago n'est pas devenu un Mangemort.
  - 1er septembre : Avant de monter dans le Poudlard Express, Harry discute avec Arthur Weasley, lui faisant part de la discussion surprise chez Barjow et Beurk et de ses soupçons vis-à-vis de Malefoy. Une fois dans le train, Harry assiste avec Neville Londubat et Ginny, entre autres, à la première réunion du Club de slug. Puis, Harry se glisse sous la cape d'invisibilité dans le compartiment de Drago. Une fois le train arrivé à Poudlard, Drago le démasquera et le stupéfixera. Harry sera sauvé par Tonks qui le remet au professeur Rogue pour qu'il le mène au festin de début d'année, au cours duquel il apprend, stupéfait, que Severus Rogue devient professeur de Défense contre les Forces du Mal tandis que le professeur Slughorn redevient Maître des Potions.
  - 2 septembre : Les emplois du temps complétés, Harry, Ron et Hermione assistent au premier cours de DCFM du professeur Rogue. Ce dernier essaie de lancer un sort à Harry, lequel se défend et reçoit une retenue en conséquence dès le premier jour. Ils assistent également à leur premier cours de Potions avec le professeur Slughorn au cours duquel Harry reçoit le manuel du Prince de sang-mêlé grâce auquel il gagne un flacon de chance liquide, Felix Felicis.
  - 7 septembre : Harry reçoit sa première leçon avec le professeur Dumbledore. Dans la Pensine, Dumbledore montre à Harry la famille de Voldemort et lui explique ensuite les circonstances de la naissance de ce dernier.
  - 13 septembre : Stan Rocade est arrêté. Hannah Abbot apprend la mort de sa mère.
  - 14 septembre : Essais de Quidditch pour constituer la nouvelle équipe de Gryffondor sous la direction du nouveau capitaine, Harry. Celui-ci choisit Ginny, Demelza Robins et Katie Bell comme poursuiveuses, Jimmy Peakes et Ritchie Coote comme batteurs et Ron comme gardien. Ce dernier est choisi lors d'essais serrés face à Cormac McLaggen, qui sera finalement battu, principalement grâce à un sortilège de Confusion discrètement lancé par Hermione. Elle rend ensuite visite, avec Harry et Ron, à Hagrid qui leur apprend qu'Aragog est mourant. Le soir, premier dîner du Club de Slug auquel Harry ne peut pas assister en raison de sa retenue du professeur Rogue qui consiste à trier des Veracrasses.
  - 12 octobre[19] : Harry lit le livre du Prince et fait léviter par inadvertance Ron en essayant le sortilège Levicorpus. Jour de visite à Pré-au-Lard. Harry, Ron et Hermione y croisent Mondingus Fletcher et le professeur Slughorn. Sous l'influence du sortilège de l'Imperium lancé par Drago, Madame Rosmerta, propriétaire du pub des Trois Balais, donne un collier d'opale ensorcelé à Katie Bell, qui est censée l'apporter au professeur Dumbledore et qu'elle touche. Elle sera hospitalisée pendant plusieurs mois à Sainte-Mangouste. Harry parle alors au professeur McGonagall des activités qu'il trouve suspectes de Drago Malefoy.
  - 14 octobre[19] : Deuxième leçon de Harry avec le professeur Dumbledore, au cours de laquelle ce dernier montre à Harry sa première rencontre avec Tom Jedusor, à l'orphelinat. Ils discutent ensuite de la personnalité de l'enfant.
  - 15 octobre[19] : Lors du cours de botanique, Ron et Hermione discutent du Club de Slug et de la fête donnée pour Noël. Harry remarque alors leur attirance réciproque.
  - Au cours du mois de novembre, dates précises inconnues :
    - Harry invite Dean Thomas à remplacer Katie dans l'équipe de Quidditch. S'ensuit l'un des pires entraînements de Quidditch du trimestre. Après celui-ci, Harry et Ron surprennent Dean et Ginny en train de s'embrasser. Ron montre son mécontentement mais Ginny a le dernier mot. Harry remarque alors pour la première fois son attirance pour Ginny. Le lendemain, Ron est toujours aussi énervé à cause de ce qu'il a vu.
    - La veille du match Gryffondor-Serpentard, Gryffondor s'entraîne une dernière fois et Ron tente ensuite de démissionner. Le jour du match, Harry donne l'impression de verser de la chance liquide dans le verre de Ron, au cours du petit-déjeuner. Stimulé par cette impression, Ron joue très bien lors du match que remporte Gryffondor. Dans les vestiaires, Hermione s'énerve après Harry à propos de la Felix Felicis qu'il aurait donnée à Ron, devant celui-ci. Lorsqu'elle comprend son erreur, Ron s'agace. Lors de la fête après le match, Ron et Lavande Brown se mettent en couple. Déçue, Hermione va se cacher dans une classe, Harry l'y rejoint et lorsque Ron arrive, Hermione lui jette un sort, de rage.

  - 19 décembre : Hermione et Harry discutent dans la bibliothèque avant d'être mis dehors par Madame Pince. Romilda Vane tente de faire boire à Harry un Philtre d'Amour.
  - 20 décembre : Cours de Métamorphose sur la modification de couleur des sourcils. Harry propose à Luna Lovegood de l'accompagner à la soirée du professeur Slughorn. Lors de cette fête, le soir, Malefoy est surpris par Rusard dans un couloir, le professeur Rogue l'emmène dans une salle de classe où Harry entend ce dernier proposer son aide à Malefoy.
  - 21 décembre : Harry et Ron retournent au Terrier[20].
  - 24 décembre : La famille Weasley écoute Célestina Moldubec dans le salon. Après cela, Harry discute avec Remus Lupin et Arthur de Severus Rogue, de Fenrir Greyback mais aussi du Prince de sang-mêlé, dont Harry essaie de trouver l'identité.
  - 25 décembre : Jour de Noël. Entre autres, Ron reçoit un collier de Lavande et Harry des asticots de la part de Kreattur. Puis, Percy Weasley et le ministre Scrimgeour arrivent au Terrier et ce dernier demande, sans succès, à Harry de rendre service au ministère.
- 1997 :
  - 5 janvier : Les élèves reviennent à Poudlard et Harry et Hermione discutent de Rogue.
  - 6 janvier : L'écriteau pour les leçons de Transplanage est affiché. Troisième leçon de Harry avec le professeur Dumbledore. Ils discutent de Rufus Scrimgeour avant de regarder deux souvenirs dans la Pensine. Le premier montre Morfin Gaunt parler à Voldemort de sa famille avant que ce dernier assassine les Jedusor. Le second, altéré, est celui du professeur Slughorn discutant avec le jeune Tom Jedusor. Le professeur Dumbledore demande à Harry comme devoir de convaincre le professeur Slughorn de lui restituer le souvenir entier de cette conversation pour en savoir le sujet. Ce que Harry essaiera vainement de faire le lendemain à la fin du cours de Potions.
  - 1er février : Premier cours de Transplanage, qui se poursuivront chaque samedi, jusqu'au 1er mars. Harry surprend une discussion entre Crabbe et Goyle.
  - 1er mars : La sortie à Pré-au-Lard est annulée. Jour du 17e anniversaire de Ron. Celui-ci prend par erreur le philtre d'amour de Romilda Vane destiné à Harry. Harry l'emmène chez le professeur Slughorn mais Ron est empoisonné par l'hydromel et sera sauvé par Harry qui lui administre un bézoard. Une fois à l'infirmerie, la famille Weasley lui rend visite. Hagrid laisse entendre que les professeurs Rogue et Dumbledore se sont disputés. Plus tard, McLaggen convaincra Harry avec insistance de lui confier le poste de gardien.
  - 8 mars : Harry est obsédé par Malefoy qui va et vient dans les couloirs. Match de Quidditch opposant Gryffondor à Poufsouffle. Luna est aux commentaires. McLaggen, bien que gardien, s'empare d'une batte de Batteur et envoie par erreur un Cognard sur Harry qui a le crâne fêlé. Transporté à l'infirmerie, il appellera plus tard Dobby et Kreattur pour qu'ils filent Malefoy.
  - 10 mars : Harry et Ron quittent l'infirmerie. Les deux couples, Ginny/Dean et Ron/Lavande, se disputent. Lors de sa quatrième leçon avec le professeur Dumbledore, Harry voit à nouveau deux souvenirs dans la Pensine. Le premier lui montre la visite de Voldemort chez Hepzibah Smith qui lui montre la coupe de Poufsouffle. Il assiste avec le second à une réunion entre le professeur Dumbledore et Voldemort qui vient demander le poste de professeur de Défense contre les Forces du Mal, ce que le directeur refuse.
  - 16 mars : Harry discute avec Ron et Hermione et apprend par Dobby et Kreattur que Malefoy se rend dans la salle sur Demande.
  - 17 mars : Entre deux cours, Harry tente sans succès de pénétrer dans la salle sur Demande pour découvrir ce qu'y manigance Drago. Harry discute plus tard avec Mimi Geignarde qui dit avoir parlé à un autre garçon préoccupé. Ron et Hermione se rendent à Pré-au-Lard pour leurs leçons de Transplanage. Harry rencontre au même moment Tonks.
  - 20 avril : Aragog meurt.
  - 21 avril : Test de Transplanage. Après son cours de Potions, Harry essaie sans y arriver de coincer le professeur Slughorn. Il boit alors une gorgée de Felix Felicis pour arriver à ses fins. Il rencontre effectivement Horace Slughorn en se rendant chez Hagrid. Le professeur l'accompagne et Harry l'aidera avec Hagrid à enterrer Aragog. Il parvient ensuite à soutirer le fameux souvenir au professeur Slughorn. En possession de celui-ci, il rencontre en urgence le professeur Dumbledore pour savoir dans la Pensine le contenu de la conversation entre Jedusor et le maître des potions. Une fois le sujet révélé, les horcruxes, le professeur Dumbledore apprend à Harry ce dont il s'agit et parle plus spécifiquement de ceux de Jedusor, des fragments d'âme dissimulés dans des objets qui lui sont chers, et qu'il leur faut détruire un à un pour rendre le mage noir vulnérable. Ils abordent aussi le pouvoir de l'amour. Les couples Ginny/Dean et Ron/Lavande rompent.
  - Au cours du mois de mai, date précise inconnue : Harry tombe sur Malefoy dans les toilettes alors qu'il se confesse une nouvelle fois auprès de Mimi. Ils s'affrontent. Au cours du duel, Harry lance Sectumsempra sur son adversaire qui est gravement blessé. Le professeur Rogue le soigne et punit Harry de retenues jusqu'à la fin de l'année.
  - 11 mai : Harry est en retenue avec le professeur Rogue. Pendant ce temps-là, le dernier match de la saison est organisé entre Gryffondor et Serdaigle. Gryffondor gagne sans Harry et remporte la Coupe. Harry et Ginny s'embrassent après cela devant toute la salle commune.
  - 30 juin : Harry reçoit un mot du professeur Dumbledore lui proposant de l'accompagner pour aller récupérer un horcruxe. Le professeur Trelawney révèle à Harry que c'est Severus Rogue qui a entendu la partie de sa prophétie à propos de Harry et de Voldemort dont ce dernier a été informé. En prévision de son absence et de celle du professeur Dumbledore, Harry confie la Chance Liquide à Ron et Hermione pour qu'ils défendent le château avec les membres de l'AD si nécessaire en évitant d'être touchés en cas d'attaque. Harry et le professeur Dumbledore se rendent dans la caverne pour récupérer le faux médaillon de Serpentard, en affrontant notamment des Inferi et le professeur devant boire une potion qui le diminue fortement. Ils reviennent ensuite à Poudlard en apercevant depuis Pré-au-Lard la Marque des Ténèbres au-dessus de l'école. Ils atterrissent à l'aide de balais de Madame Rosmerta, au sommet de la Tour d'Astronomie. Dumbledore pétrifie Harry sous la cape d'invisibilité avant de se faire surprendre par Drago qui le tient en joue avant de se faire rejoindre par plusieurs Mangemorts, Bellatrix Lestrange, Fenrir Greyback et les Carrow. Finalement, Severus Rogue arrive et tue Albus Dumbledore avec l'Avada Kedavra. Les Mangemorts s'enfuient avec Rogue, poursuivi par Harry jusqu'à l'extérieur où il est finalement semé, après que Rogue lui a révélé qu'il est le Prince de sang-mêlé. L'Ordre se réunit ensuite, pour discuter des événements, à l'Infirmerie où les premiers soins sont prodigués à Bill Weasley qui a été mordu au visage par Fenrir Greyback. Fumseck chante. Le professeur McGonagall réunit ensuite dans le bureau du directeur, les directeurs de maison, le professeur Slughorn représentant Serpentard, Hagrid et Harry. Elle parle de fermer l'école et il est finalement décidé de renvoyer les élèves après les funérailles de Dumbledore.
  - 3 juillet : Funérailles de Dumbledore, en présence de nombreux officiels, des élèves de Poudlard, de centaures et du peuple de l'eau (habitant le lac de Poudlard). Il est enterré dans l'enceinte même du château. Harry est ensuite  approché une nouvelle fois par le ministre Scrimgeour auquel il refuse à nouveau de l'aide. Harry annonce ensuite à Ron et Hermione qu'il ne reviendra pas pour sa septième année et ces deux derniers lui promettent de rester à ses côtés. Le Poudlard Express les remmène une dernière fois à Londres.

## Autour du livre
Le titre du chapitre 27 est une référence à une carte de tarot : la Maison Dieu, ou encore la Tour frappée par la foudre, tour d'où tombent les hommes. Elle symbolise la présomption humaine.
Le fait qu'Horace Slughorn parle de Ron Weasley en l'appelant « Rupert » constitue sans doute un clin d'œil de l'auteur à l'acteur Rupert Grint qui incarne Ron dans l'adaptation cinématographique de la saga.